# Eliška Misáková
Eliška Misáková (ur. 12 października 1926 w Kojeticach, zm. 14 sierpnia 1948 w Londynie) – czeska gimnastyczka. W czasie swojej kariery sportowej reprezentowała Czechosłowację.

## Życiorys
Zakwalifikowała się do reprezentacji Czechosłowacji w wieloboju drużynowym na igrzyska olimpijskie w 1948 w Londynie, m.in. ze swą starszą siostrą Miloslavą. Jednak po przylocie do Londynu poczuła się chora. Podejrzewała grypę. Trafiła do szpitala, gdzie wykryto u niej chorobę Heinego-Medina. Stan jej raptownie się pogarszał, została umieszczona w żelaznym płucu. Otrzymała również transfuzję krwi od lekarza reprezentacji Czechosłowacji, który wcześniej przeszedł tę chorobę (przypuszczano, ze w jego krwi mogą być odpowiednie przeciwciała).
Misákovą zastąpiła w drużynie rezerwowa Věra Růžičková. Gimnastyczki czechosłowackie wywalczyły złoty medal w wieloboju drużynowym (była to jedyna kobieca konkurencja gimnastyczna na tych igrzyskach). Kilka godzin po zakończeniu zawodów Eliška Misáková zmarła. Podczas dekoracji zwyciężczyń flaga Czechosłowacji była przepasana żałobną wstążką.
Eliška Misáková otrzymała pośmiertnie złoty medal olimpijski in memoriam. Jej ciało zostało skremowane w Londynie, a urna z prochami przewieziona do Czechosłowacji.